# Wolfsthal (Herrschaft)
Die Herrschaft Wolfsthal war eine Grundherrschaft im Viertel unter dem Wienerwald im Erzherzogtum Österreich unter der Enns, dem heutigen Niederösterreich.

## Ausdehnung
Die Herrschaft umfasste zuletzt die Ortsobrigkeit über Wolfsthal, Berg und Hundsheim. Der Sitz der Verwaltung befand sich im Schloss Walterskirchen (Wolfsthal).

## Geschichte
Der letzte Inhaber der Familienfideikommissherrschaft war Georg Wilhelm Freiherr von Walterskirchen (1796–1865). Mit den Reformen 1848/1849 löste er die Herrschaft auf.